# Gistrup
Gistrup – miasto w Danii, w regionie Jutlandia Północna, w gminie Aalborg.